# Ibrahim Al-Khalil
Ibrahim Al-Khalil (* 4. Januar 1992 in Tyros, Libanon) ist ein deutsch-palästinensischer Schauspieler. Er ist u. a. für seine Rollen in den Filmen Die Rüden und Tausend Zeilen bekannt.

## Filmographie
- 2013: Kaktus, mittellanger DFFB-Abschlussfilm (Hauptrolle)
- 2019: Die Rüden  (Hauptrolle)[1]
- 2020: Am Ende der Worte  (Nebenrolle)
- 2021: Fly  (Nebenrolle)
- 2022: Tausend Zeilen (Nebenrolle)